# Orthosia pseudogothicina
Orthosia pseudogothicina là một loài bướm đêm trong họ Noctuidae.